# Романівка (Казанківська селищна громада)
Рома́нівка — село в Україні, у Казанківській селищній громаді Баштанського району Миколаївської області. Населення становить 166 осіб.